# توچو موزومچی
توچو موزومچی (ایتالیایی: Tuccio Musumeci؛ زادهٔ ۲۰ آوریل ۱۹۳۴) بازیگر اهل ایتالیا است.
از فیلم‌هایی که وی در آن نقش داشته‌است، می‌توان به شب زفاف، پیرینوی باحال، معضل بزرگ، اغوای میمی، نوجوان، درهای باز و حلزون بزرگ اشاره کرد.